# Beit Lahiya
Beit Lahiya (Arabisch: بيت لاهيا) is een Palestijnse stad in het gouvernement Noord Gaza. Beit Lahiya telt ongeveer 64.437 inwoners (2007).
Het Kamal Adwan-ziekenhuis is een groot ziekenhuis in Beit Lahiya. Na het uitbreken van de Gaza-oorlog in oktober 2023 was het een van de laatste plekken in het noorden van Gaza waar gewonden nog terechtkonden. Op 27 december 2024 voerde het Israëlische leger een gedwongen evacuatie uit van het ziekenhuispersoneel en de patiënten en werd het ziekenhuis gesloten. Het Israëlische leger heeft naar eigen zeggen 240 'terroristen' gearresteerd, onder wie ziekenhuisdirecteur Hussam Abu Safiya.